# Joseph Pilato
Joseph Pilato (Boston, 16 de março de 1949 – 24 de março de 2019) foi um ator e dublador norte-americano.
Tornou-se conhecido por sua performance como o Capitão Rhodes do Exército dos Estados Unidos no filme de George A. Romero, Day of the Dead (1985), além de ter atuado no filme Pulp Fiction.
Ele viria a atuar em papéis de filmes como Wishmaster, Digimon: The Movie e Night of the Living Dead: Origins 3D.
Faleceu em 24 de março de 2019, aos 70 anos.

## Filmografia
- 1978: Dawn of the Dead
- 1980: Effects
- 1978: Knightriders
- 1985: Day of the Dead
- 1986: Gung Ho
- 1989: Shooters
- 1990: Alienator
- 1993: Married People, Single Sex
- 1993: The Evil Inside Me
- 1994: Dean Martin look alike
- 1994: Fatal Passion
- 1994: Pulp Fiction
- 1995: The Demolitionist
- 1996: Visions
- 1996: Neon Signs
- 1997: Wishmaster
- 1998: Music from Another Room
- 1999: The Last Seduction II
- 1999: Digimon: Digital Monsters
- 2000: Digimon: The Movie
- 2003: The Ghouls
- 2009: Someone's Knocking at the Door
- 2010: Night of the Living Dead: Origins 3D